# 討幕の密勅

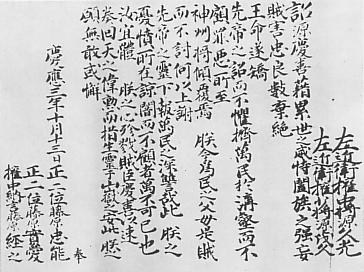
島津久光・茂久父子に下された討幕の密勅

討幕の密勅（とうばくのみっちょく）とは、江戸時代最末期の慶応3年10月14日（1867年11月9日）、薩摩藩と長州藩に秘密裡に下された、徳川慶喜討伐の詔書、または綸旨である。

## 概要
日付は、薩摩藩に下されたものが10月13日付、長州藩に下されたものが同月14日付であり、いずれも廷臣である中山忠能、正親町三条実愛、中御門経之の署名がある。薩摩藩宛は正親町三条が、長州藩宛は中御門が書いたと言われるが、岩倉具視の側近玉松操が起草しており、岩倉が主導的な役割を果たした。
10月13日、まず薩摩の大久保利通が長州の広沢真臣を伴って岩倉を訪ね、朝敵となっていた長州藩主父子の官位復旧の沙汰書を受けた。翌14日、正親町三条邸にて大久保と広沢に密勅が手渡され、薩摩の小松清廉、西郷隆盛、大久保と長州の広沢、福田侠平、品川弥二郎が署名した請書を提出した。この密勅と同時に、薩長両藩には会津藩主・松平容保、桑名藩主・松平定敬の誅戮を命ずる勅書も次の如く出されている。
| 右二人久滞在輦下助幕府之暴其罪不軽候依之速加誅戮旨被仰下候事 | 右、二人久しく輦下（れんか）に滞在し、幕府の暴を助け、其の罪軽からず候、之（これ）に依り速やかに誅戮を加うるの旨、仰せ下され候事 |
| —三条実美年譜                                                | —訓読文 |

一方、徳川慶喜は10月14日に大政奉還を上奏し、翌15日に朝廷に受理された。このため討幕はその名目を失い、討幕の実行延期の沙汰書が10月21日に薩長両藩に対し下された。

## 本文
| 原文 | 書き下し |
| --- | --- |
| 詔。 源慶喜、藉累世之威、恃闔族之强、妄󠄁賊󠄁害󠄂忠良、數棄絕王命、遂󠄂矯先帝󠄁之詔而不懼、擠萬民於溝󠄁壑而不顧󠄁、罪惡所󠄁至、神󠄀州將傾覆󠄁焉。 朕󠄂今爲民之父󠄁母、是賊󠄁而不討、何以上謝先帝󠄁之靈、下報萬民之深讐哉。此朕󠄂之憂憤所󠄁在、諒闇而不顧󠄁者󠄁、萬不可已也。汝宜體朕󠄂之心、殄戮賊󠄁臣慶喜、以速󠄁奏囘天之偉󠄁勳、而措生靈于山嶽之安。此朕󠄂之願、無敢或懈。 | 詔す。 源慶喜、累世の威を籍り、闔族の強を恃み、妄に忠良を賊害し、数王命を棄絶し、遂には先帝の詔を矯めて懼れず、万民を溝壑に擠し顧みず、罪悪の至る所、神州将に傾覆せんとす。 朕、今、民の父母たり、この賊にして討たずむば、何を以てか、上は先帝の霊に謝し、下は万民の深讐に報いむや。これ、朕の憂憤の在る所、諒闇を顧みざるは、万已むべからざれば也。汝、宜しく朕の心を体して、賊臣慶喜を殄戮し、以て速やかに回天の偉勲を奏し、而して、生霊を山岳の安きに措くべし。此れ朕の願なれば、敢へて或ひ懈ること無かれ。 |

密勅原本には句読点はない。なお、漢文の詔書などでは天子に関する〈王命、先帝、朕〉などの語は意図して文頭に書かれたり、前の文字との間を一文字空けるのが正式な書法（平出、擡頭）で、同文はこれらに則った書式である。
訳文
詔を下す。
源慶喜（徳川慶喜）は、歴代長年の幕府の権威を笠に着て、一族の兵力が強大なことをたよりにして、みだりに忠実で善良な人々を殺傷し、天皇の命令を無視してきた。そしてついには、先帝（孝明天皇）が下した詔勅を曲解して恐縮することもなく、人民を苦境に陥れて顧みることもない。この罪悪が極まれば、今にも日本は転覆してしまう（滅んでしまう）であろう。

私（明治天皇）は今や、人民の父母である。この賊臣を排斥しなければ、いかにして、上に向かっては先帝の霊に謝罪し、下に向かっては人民の深いうらみに報いることが出来るだろうか。これこそが、私の憂い、憤る理由である。本来であれば、先帝の喪に服して慎むべきところだが、この憂い、憤りが止むことはない。お前たち臣下は、私の意図するところをよく理解して、賊臣である慶喜を殺害し、時勢を一転させる大きな手柄をあげ、人民の平穏を取り戻せ。これこそが私の願いであるから、少しも迷い怠ることなくこの詔を実行せよ。

## 密勅の疑問点
律令制が完全に崩壊して久しい江戸時代にあっても、天皇が「詔書」を発するには、律令に定められた以下の手続きを経る必要があった。
1. 中務省の内記が草案を作成し、天皇が一旦それに日付を加える（御画日）[註 2]。
2. 中務省の責任者3名（卿・大輔・少輔）が内記の記した官位姓の下に自署を行い、それぞれの下に「宣」「奉」「行」の一字を記す。これを「案文」と称する。
3. 案文の複製を成案の草案として作成して再度中務省の責任者の署名を加えて天皇御璽（内印）を押印した後に太政官に送付し、今度は外記が大臣・大納言の官位姓を記して日付を加える。
4. 草案は、天皇への奏請の一文とともに太政官の会議にかけられて太政大臣以下の大臣・大納言の自署を加えた後に大納言が天皇にこれを覆奏する。
5. 天皇は覆奏された草案の年月日の横に「可」の字を記入する（御画可）。ここで成案の草案は正式な詔書となる。

更にこれの複製を作成するとともに弁官によって詔書の実施を命じる太政官符が作成される。ここで詔書の内容が宣命として口頭で伝達される（誥）とともに太政官符が交付されて詔書が発効するのである。
上記の詔書の正式な発布手続きと討幕の密勅を比較すると、密勅は御画可、御璽を欠き、太政官の主要構成員の署名がなされていない。即ち、密勅は正式な詔書ではない。このように、密勅は佐幕派の摂政二条斉敬（なりゆき）らを回避して作成され、手続き上、厳密には詔書ではないので、同じく佐幕派の関白九条尚忠を回避した安政5年（1858年）の「戊午の密勅」の場合と同様、「詔（みことのり）」や「詔勅」ではなく「密勅」と称されている。
また、正親町三条の解説によれば、密勅は綸旨である。詔書と比べて手続きの簡易な綸旨は、天皇に近侍する者がその意を受けてこれを対象者に伝える奉書形式の文書であり、文末は『〜者（てへり）＝（〜と言へり）』つまり『～という天皇の命令である』という伝聞形式をとる。討幕の密勅は、天皇の願いを聞いた中山忠能・正親町三条実愛・中御門経之の3名が連名でそのまま天皇の意向を「朕（天皇）」の立場（一人称）で薩長の藩士たちに伝えるという形をとるが、主語が「朕」で、「詔す」として天皇が直接命令する詔書の形式でもあり、密勅は伝聞形式とも言えない。つまり密勅を綸旨とする説明にも無理がある。
このように密勅は極めて異例の形式であるため、従来より偽勅説が唱えられてきた。佐々木克は、この詔書はもともと模擬文書であり、必要な場合は「このような勅命を出すことが可能だ」ということを保証する「サンプルのようなもの」という説を提唱しており、青山忠正はこの説を「最も明快で、説得力がある」と評価している。一方で佐々木克はまた、慶応3年（1867年）11月に行われた、薩摩藩主島津茂久及び薩摩藩兵3000人の上洛と長州藩兵2500人の動員を実現させるための大義名分として、討幕の密勅が実際に利用されたという説も提唱している。佐々木克は同時に、詔書の真偽はさほど重要ではなく、詔書によって薩摩藩(及び長州藩や芸州藩)を動かせることの方が重要であったと述べている。
密勅を京で直接受け取った薩長の藩士たちは、広沢兵助（広沢真臣）・福田侠平・品川弥二郎・小松帯刀・西郷吉之助（西郷隆盛）・大久保一蔵（大久保利通）の6名による連名で、「討幕の密勅薩長連衡御請誓書」という共同返答書を、中山忠能・正親町三条実愛・中御門経之・岩倉具視の4名に宛てて共同提出している。

### 註釈
1. ↑  「裏では岩倉具視の骨折りがあった」と明治時代に正親町三条実愛が述べている。
2. ↑  ただしこれは養老律令の規定であり、大宝律令では内記がそのまま日付を記載して御画日の規定はなかった。